# Vougy (Górna Sabaudia)
Vougy – miejscowość i gmina we Francji, w regionie Owernia-Rodan-Alpy, w departamencie Górna Sabaudia.
Według danych na rok 1990 gminę zamieszkiwało 867 osób, a gęstość zaludnienia wynosiła 217 osób/km² (wśród 2880 gmin regionu Rodan-Alpy Vougy plasuje się na 859. miejscu pod względem liczby ludności, natomiast pod względem powierzchni na miejscu 1587.).